# Limnosipanea palustris
Limnosipanea palustris là một loài thực vật có hoa trong họ Thiến thảo. Loài này được (Seem.) Hook.f. mô tả khoa học đầu tiên năm 1868.